# Мессия Дюны
«Мессия Дюны» (англ. Dune Messiah) — второй роман Фрэнка Герберта из цикла «Хроники Дюны», продолжение романа «Дюна». По этой книге и её продолжению «Дети Дюны» был снят мини-сериал «Дети Дюны», Дени Вильнёв планирует снять по «Мессии Дюны» фильм «Дюна: Часть третья».

## Сюжет
12 лет Пол Атрейдес (Муад’Диб) является Императором. Однако власть его начинает колебаться — Бене Гессерит, Тлейлаксу, Гильдия Космонавигации и даже его собственная жена — принцесса Ирулан вступают в заговор против него. Их первый удар — посылка Императору особым образом воскрешённого Дункана Айдахо. Обладая способностью видеть будущее, Пол вроде бы без труда может разоблачить заговорщиков, однако, похоже, Император и сам стремится подорвать свою власть.
В книге развивается поднятый в первой части цикла важный философский вопрос о предзнании (состоянии, в котором человек видит будущее).
Является завершающей историю главного героя Пола Атрейдеса и его жены Чани. Пол ушёл в пустыню. Чани умирает, когда рождает своих детей, близнецов Лето Атрейдеса II и Ганиму (в конце романа). Возможное продолжение следующей романа «Дети Дюны» описывает дальнейшую судьбу Лето Атрейдеса II и Ганимы.

## Экранизации
Дени Вильнёв планирует снять по мотивам «Мессии Дюны» фильм «Дюна: Часть третья».